# Schulzia monstrosa
Schulzia monstrosa är en flockblommig växtart som först beskrevs av Carl Ludwig von Willdenow och Schult., och fick sitt nu gällande namn av Minosuke Hiroe. Schulzia monstrosa ingår i släktet Schulzia och familjen flockblommiga växter. Inga underarter finns listade i Catalogue of Life.